# Keith David

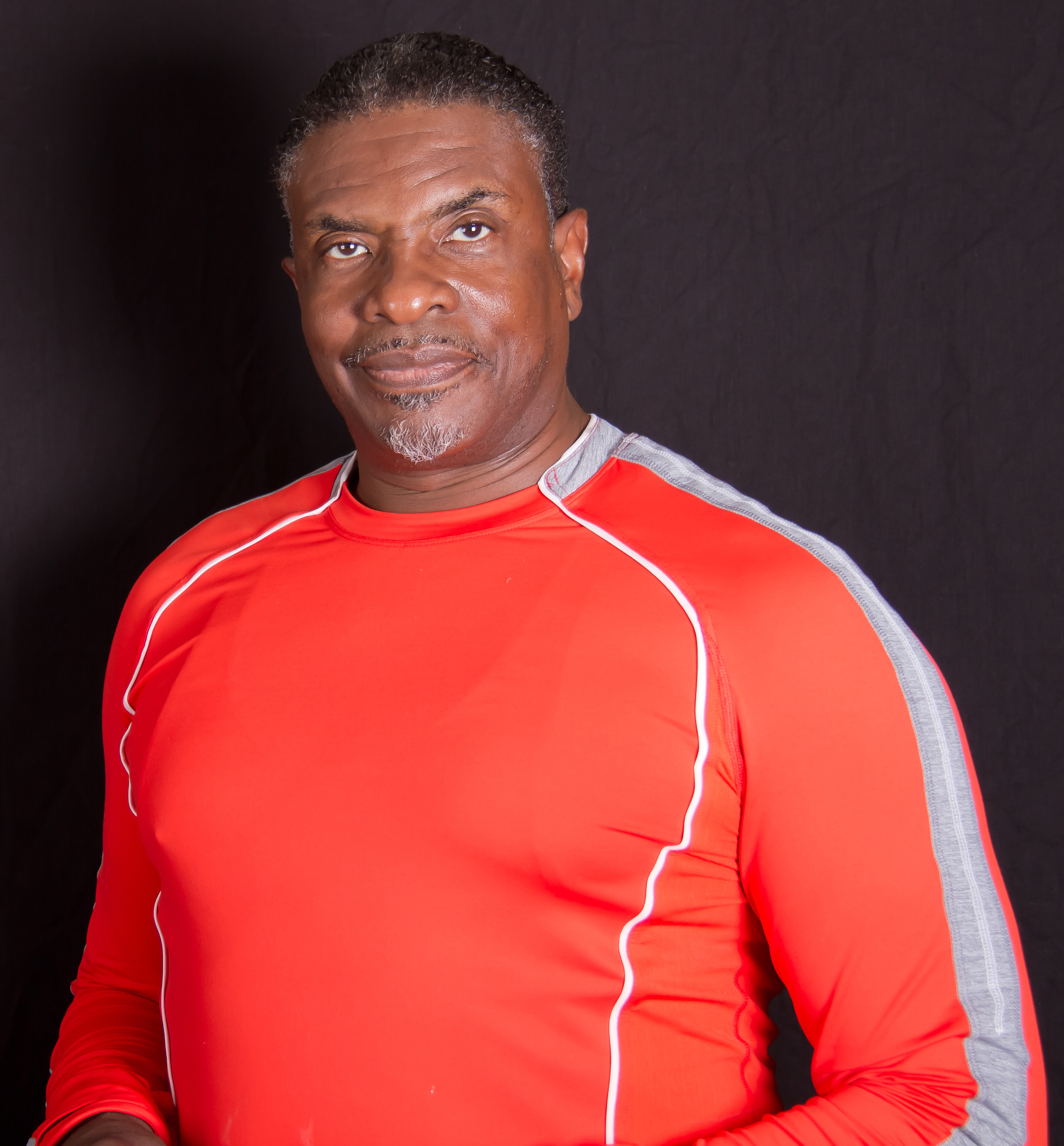
Keith David in 2010

Keith David Williams (New York, 4 juni 1956) is een Amerikaans acteur en stemacteur, vooral bekend als de stem van sergeant Foley uit het computerspel Call of Duty: Modern Warfare 2.

## Biografie
David werd geboren in de New Yorkse borough Harlem en groeide op in Queens. Hij wist dat hij acteur wilde worden nadat hij een rol speelde in een schooltoneelstuk genaamd The Wizard of Oz. Hij ging studeren aan de School of Performing Arts in Manhattan (New York) en daarna ging hij naar de Juilliard School aldaar waar hij slaagde met een bachelor of fine arts in 1979.
David begon met acteren in 1979 met de film Disco Godfather. Hierna heeft hij nog meerdere rollen gespeeld in films en televisieseries.
David is op 22 september 1990 getrouwd met Margit Edwards en later weer van haar gescheiden. Hij is nu opnieuw getrouwd met actrice Dionne Lea.

## Prijzen

### Black Reel Awards
- 2010: in de categorie Beste Cast met de animatiefilm The Princess and the Frog – genomineerd
- 2010: in de categorie Beste Stem Optreden met de animatiefilm The Princess and the Frog – genomineerd
- 2010: in de categorie Beste Stem Optreden met de animatiefilm Coraline – genomineerd

### Emmy Awards
- 2008: in de categorie Uitstekende Stem Optreden met de documentaireserie The War – gewonnen
- 2005: in de categorie Uitstekende Stem Optreden met de documentairefilm Unforgivable Blackness: The Rise and Fall of Jack Johnson – gewonnen
- 2001: in de categorie Uitstekende Non-Fictie Series met de documentaireserie Jazz – genomineerd
- 1999: in de categorie Uitstekende Acteur in een Kinderfilm met de film The Tiger Woods Story – genomineerd
- 1996: in de categorie Uitstekende Acteur in een Animatieserie met de animatieserie Gargoyles – genomineerd

## Filmografie

### Film
Selectie:
- 2024 Mufasa: The Lion King – Masego (stem)
- 2023 American Fiction – Willy the Wonker
- 2022 Unplugging – T-Bone
- 2022 DC League of Super-Pets – Dog-El (stem)
- 2022 Nope – Otis Haywood Sr.
- 2016 The Nice Guys – oudere man
- 2012 Cloud Atlas – Kupaka / Joe Napier / An-kor Apis
- 2010 Death at a Funeral – Davis
- 2009 The Princess and the Frog – Dr. Facilier (stem)
- 2009 All About Steve – Corbitt
- 2009 Gamer – agent Keith
- 2009 Against the Dark – luitenant Waters
- 2009 Coraline – de kat (stem)
- 2008 The Fifth Commandment – Max 'Coolbreeze' Templeton
- 2008 Superhero Movie – hoofd van politie
- 2006 The OH in Ohio – coach Popovitch
- 2005 Transporter 2 – Stappleton
- 2005 Mr. & Mrs. Smith – pastoor
- 2004 Crash – Luitenant Dixon
- 2004 The Chronicles of Riddick – Imam
- 2003 Head of State – Bernard Cooper
- 2003 Agent Cody Banks – CIA-directeur
- 2000 Requiem for a Dream – Big Tim
- 2000 Where the Heart Is – Moses Whitecotten
- 2000 The Chronicles of Riddick: Pitch Black – Abu al-Walid
- 1998 There's Something About Mary – vader van Mary
- 1998 Armageddon – generaal Kimsey
- 1997 Princess Mononoke – Okkoto (stem)
- 1997 Hercules – Apollo de zongod (stem)
- 1997 Volcano – Ed Fox
- 1996 Eye for an Eye – Martin
- 1995 Clockers – André de reus
- 1995 Blue in the Face – Jackie Robinson
- 1995 The Quick and the Dead – sergeant Cantrell
- 1994 The Puppet Masters – Alex Holland
- 1994 Reality Bites – Roger
- 1992 Final Analysis – detective Huggins
- 1990 Marked for Death - als Max
- 1989 Always – Powerhouse
- 1989 Road House – Ernie Bass
- 1988 They Live – Frank
- 1988 Bird – Buster Franklin
- 1988 Braddock: Missing in Action III – Embassy Gate Captain
- 1986 Platoon – King
- 1982 The Thing – Childs

### Televisieseries
Uitgezonderd eenmalige gastrollen.
- 2024 Kite Man: Hell Yeah! - als Darkseid (stem) - 2 afl.
- 2024 Hit-Monkey - als De Duivel (stem) - 5 afl.
- 2023-2024 Krapopolis - als Asskill (stem) - 5 afl.
- 2024 Hazbin Hotel - Husk (stem) - 8 afl.
- 2024 Masters of the Universe: Revolution - als Hordak (stem) - 3 afl.
- 2023 Pluto - als Tenma (stem) - 5 afl.
- 2020-2022 Amphibia - King Andrias (stem) - 15 afl.
- 2021 Love Life - verteller (stem) - 10 afl.
- 2015-2021 Rick and Morty - de president (stem) - 6 afl.
- 2018-2021 Final Space - Bolo (stem) - 10 afl.
- 2016-2020 Greenleaf – bisschop James Greenleaf - 60 afl.
- 2019 The Last Kids on Earth - stem - 8 afl.
- 2018-2019 Star vs. the Forces of Evil - Glossaryck (stem) - 12 afl.
- 2018 Champaign ILL - Lafonso - 10 afl.
- 2018 Liverspots and Astronots - dr. Pesh - 21 afl.
- 2017-2018 Stretch Armstrong & the Flex Fighters - Malcolm Kane - 20 afl.
- 2017 Future Man - dr. Elias Kronish - 5 afl.
- 2012-2017 Adventure Time with Finn & Jake – Flame King (stem) - 8 afl.
- 2015-2017 Teenage Mutant Ninja Turtles – Sal Commander / G'Throkka (stemmen) - 5 afl.
- 2017 The Flash – Solovar - 2 afl.
- 2016 Kulipari: An Army of Frogs – Lord Marmoo (stem) - 13 afl.
- 2015 Black Jesus – ?? - 3 afl.
- 2012-2015 Community – Elroy Patashnik - 13 afl.
- 2015 Big Time in Hollywood, FL – agent Everett Malloy - 6 afl.
- 2015 What Lives Inside – Soot (stem) - 4 afl.
- 2014 Enlisted – sergeant majoor Donald Cody -13 afl.
- 2013 The Bible – verteller - 10 afl.
- 2013 Young Justice – Mongul - 2 afl.
- 2013 Belle's – William Cooper - 6 afl.
- 2011 Allen Gregory – Carl Trent Davis (stem) - 5 afl.
- 2011 The Cape – Max Malini - 10 afl.
- 2008 Canterbury's Law – Miles Grant - 2 afl.
- 2006-2007 7th Heaven – Stanley Sunday - 4 afl.
- 2006-2007 ER – pastoor Watkins - 5 afl.
- 2004 The Big House – Clarence Cleveland - 5 afl.
- 2003 Justice League – Despero (stem) - 2 afl.
- 2003 Spider-Man: The New Animated Series – agent Mosely (stem) - 2 afl.
- 2001-2002 The Job – luitenant Williams - 9 afl.
- 2001 The Legend of Tarzan – Tublat (stem) - 3 afl.
- 1997-1999 Spawn – Spawn (stem) - 18 afl.
- 1998 Hercules: The Animated Series – Apollo (stem) - 2 afl.
- 1996 Gargoyles: The Goliath Chronicles – Golliath / gangster / Thailog (stemmen) - 13 afl.
- 1996 New York Undercover – Harris - 2 afl.
- 1994-1996 Gargoyles – Goliath / Morgan / Thailog (stemmen) - 74 afl.
- 1994-1995 Aladdin – Minos / koning Zahbar (stemmen) - 3 afl.

### Computerspelen
- 2024 Destiny 2: The Final Shape - als commandant Zavala
- 2023 Gargoyles Remastered - als Goliath
- 2021 Mass Effect: Legendary Edition - David Anderson
- 2019 Darksiders Genesis - Moloch
- 2019 Mortal Kombat 11 - Spawn
- 2015 Halo 5 – als 'The Arbiter"
- 2014 Halo 2 anniversary – als "The Arbiter"
- 2013 Saints Row IV – Keith David
- 2012 Mass Effect 3 – David Anderson
- 2011 Dissidia 012 Final Fantasy – Chaos
- 2010 Mass Effect 2 – David Anderson
- 2009 Call of Duty: Modern Warfare 2 – sergeant Foley
- 2009 Coraline – de kat
- 2008 Dissidia Final Fantasy – Chaos
- 2008 Saints Row 2 – Julius Little
- 2007 Mass Effect – David Anderson
- 2007 Halo 3 – "the Arbiter"
- 2007 Transformers: The Game – Barricade
- 2006 Saints Row – Julius Little
- 2004 Halo 2 – "the Arbiter"
- 2003 Lords of Everquest – Lord Vekk
- 1999 Planescape: Torment – Vhailor
- 1998 Batman & Robin
- 1997 Fallout – Decker

## Theaterwerk opBroadway
- 2006: Hot Feet – als Victor
- 1996: Seven Guitars – als Floyd Barton
- 1994: Hedda Gabler – als rechter Brack
- 1992–1993: Jelly's Last Jam – als schoorsteenman
- 1986–1987: Macbeth – als Macbeth
- 1986–1987: Romeo and Juliet – als Capulet
- 1986–1987: As You Like It – als Jacques
- 1980: The Lady from Dubugue – als Oscar

- Bibsys: 4057273
- Biblioteca Nacional de España: XX999697
- Bibliothèque nationale de France: cb14030382b (data)
- Gemeinsame Normdatei: 142068071
- International Standard Name Identifier: 0000 0003 8176 6157
- Library of Congress Control Number: n87112250
- MusicBrainz: 7ac2aa04-8ff1-4cf9-a12b-941e489e47d6
- Nationale Bibliotheek van Tsjechië: xx0150452
- Nationale Bibliotheek van Israël: 987007301709805171
- Nederlandse Thesaurus van Auteursnamen: 331358670
- SNAC: w6b0020r
- Système universitaire de documentation: 069906432
- Virtual International Authority File: 262353933
- WorldCat: E39PBJhH6prWxjtBRPKFMXQDv3